# 크눔 카테나
크눔 카테나(Khnum Catena)는 목성의 위성인 가니메데에 있는 사슬형 충돌구 중 하나이다. 길이는 66km이다.